# Miss Universo 2025
O Miss Universo 2025 será o 74º concurso Miss Universo, com realização prevista na Impact Arena em Pak Kret, Tailândia, no dia 21 de novembro de 2025. Victoria Kjær Theilvig, da Dinamarca, coroará a sua sucessora no final do evento.

## Antecedentes

### Localização e data
Em 16 de novembro de 2024, no Miss Universo 2024, o coproprietário do concurso, Raúl Rocha Cantú, anunciou que as cidades anfitriãs selecionadas para a 74ª edição do concurso eram a Argentina, Costa Rica, República Dominicana, Marrocos, Índia, África do Sul, Espanha e Tailândia. A Organização Miss Universo anunciou a Tailândia como país escolhido em 7 de fevereiro de 2025, designando a Impact Arena em Pak Kret, província de Nonthaburi, como local central, com eventos auxiliares agendados para Phuket e Pattaya. Esta será a quarta vez que a Tailândia acolhe o concurso e a terceira vez que o evento será realizado no mesmo local, depois dos concursos de 2005 e 2018.

### Miss Universo Latina,o Reality
Também em novembro de 2024, a Telemundo anunciou o concurso Miss Universe Latina, el reality (Miss Universo Latina, o Reality), um reality show com previsão de estrear em junho de 2025 e com apresentação de Jacqueline Bracamontes. Em maio de 2013, a Telemundo já havia anunciado o Miss Latina Universo e o primeiro episódio estava programado para ser transmitido em 15 de junho de 2014, mas o programa foi adiado indefinidamente em 9 de junho de 2014 após diversos donos de franquias em países não-latinos reclamarem da possibilidade de haver uma chance a mais de uma latina vencer o Miss Universo.  

### Miss Universo Tailândia
Em fevereiro de 2025 a MUO anunciou que a Tailândia tinha um novo franqueado, Nawat Itsaragrisil, que anos antes havia fundado o Miss Grand Internacional. Em abril também foi anunciado que ele era o novo Diretor Executivo do concurso. 

## Candidatas
| País/Território | Candidata              | Idade | Cidade natal |
| --------------- | ---------------------- | ----- | ------------ |
| Angola          | Maria Cunha            | 21    | Luanda       |
| Bélgica         | Karen Jansen           | 24    | Lommel       |
| Brasil          | Maria Gabriela Lacerda | 22    | Teresina     |
| Cazaquistão     | Dana Almassova         | 20    | Qostanay     |
| China           | Xuhe Hou               | 22    | Jilin        |
| Quirguistão     | Mary Kuvakova          | 19    | Bisqueque    |
| Suriname        | Chiara Wijntuin        | 21    | Paramaribo   |
| Venezuela       | Stephany Abasali       | 25    | El Callao    |